# Grad Tvarog
Grad Tvarog (nemško Twarog) je nekdanji grad, ki je stal v vasi Dobrova, natančneje v zaselku Na Terogu, na griču Vaga, v Mestni občini Krško. Od gradu do danes ni ostalo drugih sledov kot obrambni jarek. Grad oziroma lokacija ni registrirana v Registru kulturne dediščine.

## Zgodovina
Prva posredna omemba je iz leta 1246 in 1268, ko se omenja Rajnpreht de Twaroch. Prva omemba samega gradu pa leta 1300 kot burg Twarg. Grad naj bi imela v posesti Ema Krška. Ime gradu naj bi izviralo po slovanskem božanstvu Svarog.

## Galerija
- Grajski grič (leta 2025) je brez vsakršnih sledov zidov
- Vrh grajskega griča
- Dobro ohranjen grajski jarek